# 拉梅大區
6°10′N 3°59′W / 6.167°N 3.983°W
拉梅大區（法語：Région de La Mé），是科特迪瓦的31個大區之一，位於該國南部，由潟湖區負責管轄，首府設於阿佐佩，始建於2011年，面積8,237平方公里，2014年人口514,700，人口密度每平方公里62人。